# Kendleshire
Kendleshire – wieś w Anglii, w hrabstwie ceremonialnym Gloucestershire, w dystrykcie (unitary authority) South Gloucestershire. Leży 10 km na północny wschód od miasta Bristol i 164 km na zachód od Londynu.